# Іберія Стар
«Іберія Стар» (груз. იბერია სტარი) — грузинський футзальний клуб з міста Тбілісі. Був заснований у 2000 році і потім повторно заснований у 2003 році. Спочатку команда була відома під назвами «Іберія», «Іберія Самтреда» та «Іберія 2000». З 2003 по 2010 рік клуб називався «Іберія 2003», після того отримав свою теперішню назву. «Іберія Стар» є найтитулованішим грузинським футзальним клубом і єдиним клубом, який взяв участь в усіх розіграшах Кубку УЄФА.

## Історія
Клуб був заснований у 2000 році під назвою «Іберія-2000». «Іберія Стар» була повторно заснована у 2003 році відомим грузинським бізнесменом Автанділом Церетелі. Теперішній президент клубу Вахтанг Церетелі є сином Автанділа і колись грав за  «Іберію Стар». З часу свого заснування «Іберія Стар» перемагала в усіх чемпіонатах Грузії, що дозволяє їй регулярно брати участь у Кубку УЄФА.  З сезону 2002/2003 по сезон 2009/2010 команда перемогла у 87% матчів у чемпіонаті. «Іберія Стар» у Грузії в останній раз втрачала очки у 2010 році, а програвала - у сезоні 2008/09.
В своїй першій єврокубковій кампанії «Іберія Стар» зіграла внічию  і зазнала двох поразок. Лідером тієї команди був Іраклій Кавтарадзе, також виділялися колишні гравці футбольного тбіліського «Динамо» Григорій Цаава і Георгій Ткавадзе, який зараз працює спортивним директором динамівського клубу. Свою першу перемогу в єврокубках «Іберія Стар» одержала в другій кампанії, а вперше подолала стартовий раунд відбору з дев'ятої спроби - в сезоні 2009/10. З того часу «Іберія Стар» незмінно пробивалася в елітний раунд. 
Сезон 2012/2013 став найвдалішим для команди. Під керівництвом бразильського тренера Сержіо Бенатті «Іберія Стар» достроково перемогла у чемпіонаті, а також вперше у своїй історії потрапила до «Фіналу чотирьох» Кубку УЄФА. Проте, перед стартом у «Фіналі чотирьох», Бенатті несподівано розірвав контракт з клубом за обопільною згодою і на місце головного тренера було призначено його помічника Олександра Саркісяна. Програвши півфінал і матч за 3-тє місце, «Іберія Стар» посіла 4-те місце на турнірі.
Невдовзі після цього успіху стало відомо, що команда перебуває на межі банкрутства. Впродовж 11-ти років клуб існує тільки за рахунок коштів засновника. Попри всі труднощі клуб продовжив своє існування. У сезоні 2013/14 «Іберія Стар» виграла черговий Кубок Грузії, а також продовжує регулярно виступати у Кубку УЄФА.

## Виступи в чемпіонатах Грузії
| Сезон | Місце                                  | І    | В    | Н   | П   | РМ           | О     |
| 2002  | 1                                      | ?    | ?    | ?   | ?   | ?            | ?     |
| 2003  | 1 (у групі Б)/1 (у плей-оф)            | 10/6 | 10/6 | 0/0 | 0/0 | 92-30/61-20  | 30/18 |
| 2004  | 1 (регулярний чемпіонат)/1 (у плей-оф) | 4/4  | 4/4  | 0/0 | 0/0 | 32-15/34-17  | 12/12 |
| 2005  | 2 (регулярний чемпіонат)/1 (у плей-оф) | 18/5 | 15/4 | 2/0 | 1/1 | 175-79/39-18 | 47/12 |
| 2006  | 2 (регулярний чемпіонат)/1 (у плей-оф) | 32/4 | 27/4 | 2/0 | 3/0 | 219-89/28-7  | 83/12 |
| 2007  | 1                                      | 18   | 15   | 2   | 1   | 126-53       | 47    |
| 2008  | 1                                      | 18   | 13   | 3   | 2   | 92-48        | 42    |
| 2009  | 1                                      | 20   | 18   | 1   | 1   | 241-21       | 55    |
| 2010  | 1                                      | 18   | 17   | 1   | 0   | 147-26       | 52    |
| 2011  | 1                                      | 20   | 20   | 0   | 0   | 176-38       | 60    |
| 2012  | 1                                      | 14   | 14   | 0   | 0   | 181-32       | 42    |
| ----- | -------------------------------------- | ---- | ---- | --- | --- | ------------ | ----- |

## Виступи у Кубку УЄФА
| Сезон   | Досягнення               | І  | В  | Н  | П  | РМ      | О  |
| 2002    | Перший відбірковий раунд | 3  | 0  | 1  | 2  | 14-26   | 1  |
| 2003    | Перший відбірковий раунд | 3  | 1  | 1  | 1  | 10-9    | 4  |
| 2004    | Перший відбірковий раунд | 3  | 1  | 0  | 2  | 12-16   | 3  |
| 2005    | Перший відбірковий раунд | 3  | 1  | 0  | 2  | 9-23    | 3  |
| 2006    | Перший відбірковий раунд | 3  | 1  | 0  | 2  | 7-16    | 3  |
| 2007    | Основний раунд           | 3  | 1  | 0  | 2  | 10-13   | 3  |
| 2008    | Основний раунд           | 3  | 0  | 2  | 1  | 7-8     | 2  |
| 2009    | Основний раунд           | 3  | 1  | 0  | 2  | 12-12   | 3  |
| 2010    | Елітний раунд            | 6  | 3  | 0  | 3  | 15-24   | 9  |
| 2011    | Елітний раунд            | 6  | 3  | 2  | 1  | 21-17   | 11 |
| 2012    | Елітний раунд            | 6  | 3  | 2  | 1  | 32-20   | 11 |
| 2013    | 4-те місце               | 8  | 4  | 1  | 3  | 25-21   | 13 |
| 2014    | Основний раунд           | 3  | 1  | 1  | 1  | 3-4     | 4  |
| 2015    | Основний раунд           | 3  | 1  | 0  | 2  | 1-8     | 3  |
| Загалом | Загалом                  | 56 | 21 | 10 | 25 | 178-217 | 73 |
| ------- | ------------------------ | -- | -- | -- | -- | ------- | -- |

На рахунку «Іберії Стар» два антирекорди Кубку УЄФА: 1.) найбільше поразок - 25; 2.) найбільше пропущених м'ячів - 217. «Іберія Стар» лише третя команда, яка досягла позначки у 50-т зіграних матчів у Кубку УЄФА.

## Емблеми клубу

2000—2003 рр.
2003—2010 рр.
З 2010 р.

## Титули та досягнення
- Чемпіон Грузії (12 (рекорд)): 2002, 2003, 2004, 2005, 2006, 2007, 2008, 2009, 2010, 2011, 2012, 2013
- Володар Кубка Грузії (6 (рекорд)): 2004, 2005, 2006, 2009/2010, 2010/2011, 2013/2014
- Учасник «Фіналу чотирьох» Кубка УЄФА: 2013
- Переможець міжнародного турніру «Кубок Визволення» 2009[12]
- Переможець міжнародного турніру «Кубок Донбасу» 2010[13]
- Срібний призер міжнародного турніру «Кубок Львівщини» 2011[14]

## Рекорди
- Найбільша перемога: 45:0 («Мтскета», 14 травня 2009 року)
- Найбільша перемога в чемпіонатах Грузії: 45:0 («Мтскета», 14 травня 2009 року, (д))
- Найбільша поразка: 0:12 («Ель Посо Мурсія», 19 листопада 2009 року, Конельяно)
- Найбільша поразка в чемпіонатах Грузії: 3:9 («Картлі», 24 січня 2005 року, (д))
- Найбільша перемога у Кубку УЄФА: 11:0 («Женева», 28 вересня 2011 року, Тбілісі)
- Найбільша поразка у Кубку УЄФА: 0:12 («Ель Посо Мурсія», 19 листопада 2009 року, Конельяно)
- Найбільше матчів у Кубку УЄФА провів Георгій Алтунашвілі - 46
- Найбільше голів у Кубку УЄФА забили Георгій Алтунашвілі та Роніньо - 17

## Склад
На 22 травня 2013 року
| №  | Ім'я                 | Позиція  | Національність     |
| 1  | Ернест Акопов        | Воротар  | Грузія             |
| 15 | Селіо                | Воротар  | Бразилія           |
| 2  | Рафа                 | Нападник | Бразилія           |
| 3  | Олександр Дзабірадзе | Захисник | Грузія             |
| 5  | Фусте                | Захисник | Бразилія           |
| 7  | Георгій Алтунашвілі  | Захисник | Грузія             |
| 9  | Аугусто              | Нападник | Бразилія           |
| 10 | Марсел Рібейро       | Нападник | Бразилія           |
| 17 | Лусіо                | Захисник | Бразилія · Бельгія |
| 19 | Марко Періч          | Захисник | Сербія             |
| 22 | Гага Тібілашвілі     | Захисник | Грузія             |
| 30 | Кумано               | Нападник | Бразилія           |
| 77 | Вахтанг Джварашвілі  | Нападник | Грузія             |
| 99 | Фабіньо              | Захисник | Бразилія           |